# Аппер-Аллен Тауншип (округ Камберленд, Пенсільванія)
Аппер-Аллен Тауншип (англ. Upper Allen Township) — селище (англ. township) в США, в окрузі Камберленд штату Пенсільванія. Населення — 23 183 особи (2020).

## Демографія
Згідно з переписом 2010 року, у селищі мешкало 18 059 осіб у 6716 домогосподарствах у складі 4421 родини. Було 7007 помешкань
Расовий склад населення:
| - 91,6 % — білих - 3,3 % — чорних або афроамериканців - 2,3 % — азіатів - 0,1 % — корінних американців |

До двох чи більше рас належало 2,0 %. Частка іспаномовних становила 2,6 % від усіх жителів.
За віковим діапазоном населення розподілялося таким чином: 19,5 % — особи молодші 18 років, 63,8 % — особи у віці 18—64 років, 16,7 % — особи у віці 65 років та старші. Медіана віку мешканця становила 38,2 року. На 100 осіб жіночої статі у селищі припадало 84,7 чоловіків;  на 100 жінок у віці від 18 років та старших — 79,7 чоловіків також старших 18 років.
Середній дохід на одне домашнє господарство  становив 88 641 долар США (медіана — 66 584), а середній дохід на одну сім'ю — 109 180 доларів (медіана — 87 263). Медіана доходів становила 60 308 доларів для чоловіків та 45 326 доларів для жінок. За межею бідності перебувало 5,4 % осіб, у тому числі 9,6 % дітей у віці до 18 років та 2,5 % осіб у віці 65 років та старших.
Цивільне працевлаштоване населення становило 9413 осіб. Основні галузі зайнятості: освіта, охорона здоров'я та соціальна допомога — 30,8 %, науковці, спеціалісти, менеджери — 12,1 %, роздрібна торгівля — 10,0 %, фінанси, страхування та нерухомість — 9,6 %.